# Санта-Ана-Чьяутемпан
Санта-Ана-Чьяутемпан (исп. Santa Ana Chiautempan)  —   населённый пункт и муниципалитет в Мексике, входит в штат Тласкала. Население 61 000 человек.

## История
Город основал Текуйкпанекатль.